# 巴黎伯爵

巴黎伯爵的紋章

巴黎伯爵是加洛林王朝时期控制巴黎周边土地的领主的头衔。自从于格·卡佩成为法兰西国王后，这个头衔成为王冠的一部分而不再使用。但在七月革命后，奥尔良派的法国王位觊觎者使用这一头衔来表明自己继承王位的正统性。

## 中世纪的伯爵

### 丕平家族
- 748年 - 753年：格里芬（法语：Griffon (carolingien)），查理·马特之子，被同父异母的兄弟矮子丕平击杀。

### 热拉尔家族（法语：Girardides）
- 759年/760年 - 779年：热拉尔一世（法语：Gérard Ier de Paris），可能是卡洛曼的女婿。[1]
- 779年 - 815年：艾蒂安（法语：Étienne de Paris），热拉尔一世之子。
- 815年 - 816年：贝贡（法语：Bégon de Paris），热拉尔一世之子。他的妻子可能是查理曼的孙女。[2]
- 816年：卢塔尔一世（法语：Leuthard Ier de Paris），热拉尔一世之子。
- 838年 - 841年：热拉尔二世（法语：Gérard II de Paris），卢塔尔一世之子。
- 840年 - 850年：卢塔尔二世（法语：Leuthard II de Paris），贝贡之子。

### 韦尔夫家族
- 850年：康拉德一世（法语：Conrad Ier de Bourgogne）。

### 热拉尔家族
- 879年：阿达拉尔（法语：Adalhard de Paris），贝贡的外孙。他的女儿嫁给了西法兰克国王口吃者路易。[3]

### 罗伯特家族
- 882年/883年 - 888年：厄德，被贵族拥立为西法兰克国王。[4]
- 888年 – 922年：罗贝尔，厄德之弟，被贵族拥立为西法兰克国王。
- 923年 – 956年：于格，罗贝尔之子。
- 956年 – 987年：于格·卡佩，于格之子，成为法兰西国王。

### 博沙尔家族
- 987年 – 1005年/1007年：博沙尔（法语：Bouchard Ier de Vendôme），于格·卡佩的忠实盟友，在981年被任命为巴黎子爵，于格·卡佩成为国王之后被任命为巴黎伯爵。博沙尔一世死后巴黎伯爵头衔被废除。

## 奥尔良派
- 1838年 - 1894年：腓力，路易-菲利普一世的长孙，出生时被封为巴黎伯爵。1842年父亲去世后成为王位继承者。法國二月革命成为奥尔良派的法国王位觊觎者。1883年与正统派的亨利五世死后被部分正统派的保王党认可为正统派的法国王位觊觎者。
- 1929年 - 1999年：亨利六世，奥尔良派的王位觊觎者让三世之子，1929年作为父亲的独子被授予巴黎伯爵之位。
- 1999年 - 2019年：亨利七世，亨利六世之子。
- 2019年 - 现在：让四世，亨利七世之子。[5]